# Quatrième circonscription du Puy-de-Dôme
La quatrième circonscription du Puy-de-Dôme est l'une des cinq circonscriptions législatives françaises que compte le département du Puy-de-Dôme (63) situé en région Auvergne-Rhône-Alpes.
Elle couvre les cantons d'Aubière, Clermont-Ferrand-Sud-Est, Issoire, Jumeaux, Saint-Germain-Lembron, Sauxillanges, Vertaizon, Veyre-Monton, Canton de Vic-le-Comte et la commune de Pérignat-sur-Allier (canton de Vic-le-Comte).

## Description géographique et démographique

### De 1958 à 1986
La délimitation des circonscriptions paraît au Journal officiel du 14 octobre 1958.
(Ordonnance n° 58-945)
La quatrième circonscription est composée des cantons suivants : 
- canton d'Ambert
- canton d'Arlanc
- canton de Châteldon
- canton de Courpière
- canton de Cunlhat
- canton de Lezoux
- canton de Maringues
- canton d'Olliergues
- canton de Saint-Amant-Roche-Savine
- canton de Saint-Anthème
- canton de Saint-Germain-l'Herm
- canton de Saint-Rémy-sur-Durolle
- canton de Thiers
- canton de Viverols.

### À partir de 1988
La quatrième circonscription du Puy-de-Dôme est délimitée par le découpage électoral de la loi no 86-1197 du 24 novembre 1986, elle regroupe les divisions administratives suivantes : 
- canton d'Aubière
- canton de Clermont-Ferrand-Sud-Est
- canton d'Issoire
- canton de Jumeaux
- canton de Saint-Germain-Lembron
- canton de Sauxillanges
- canton de Vertaizon
- canton de Veyre-Monton
- canton de Vic-le-Comte
- commune de Pérignat-sur-Allier

D'après le recensement général de la population en 1999, réalisé par l'Institut national de la statistique et des études économiques (INSEE), la population totale de cette circonscription est estimée à 92 022 habitants,.

## Historique des députations
Députés de la circonscription élus à l'Assemblée nationale pour les législatures de la Ve République

### Iè-VIIèlégislature
| Législature | Député                          | Début du mandat | Fin du mandat  | Parti politique | Observations |
| ----------- | ------------------------------- | --------------- | -------------- | --------------- | --- |
| Ie          | Raymond Joyon (1905-1970)       | 9 décembre 1958 | 9 octobre 1962 | CNI             | |
| IIe         | Fernand Sauzedde (1908-1985)    | 6 décembre 1962 | 2 avril 1967   | SFIO            | |
| IIIe        | Fernand Sauzedde (1908-1985)    | 3 avril 1967    | 30 mai 1968    | FGDS (SFIO)     | Mandat écourté à la suite d'une dissolution de l'Assemblée nationale décidée par le président de la République Charles de Gaulle, dans le cadre des événements de mai 68. |
| IVe         | Fernand Sauzedde (1908-1985)    | 11 juillet 1968 | 1er avril 1973 | FGDS (SFIO)     | |
| Ve          | Fernand Sauzedde (1908-1985)    | 2 avril 1973    | 2 avril 1978   | PS              | |
| VIe         | René Barnérias (1928-2011)      | 3 avril 1978    | 22 mai 1981    | UDF             | |
| XIVe        | Maurice Adevah-Pœuf (1943-2021) | 20 juillet 1981 | 1er avril 1986 | PS              | |

### VIIIèlégislature
| Législature | Député                                  | Début du mandat | Fin du mandat | Parti politique  | Observations |
| ----------- | --------------------------------------- | --------------- | ------------- | ---------------- | --- |
| VIIIe       | (scrutin proportionnel par département) | 2 avril 1986    | 14 mai 1988   | 3 PS 1 RPR 2 UDF | Le scrutin était proportionnel majoritaire, et par liste. Il y a donc eu 3 députés PS et 3 députés RPR-UDF sur l'ensemble du département, mais pas de député par circonscription. Mandat écourté à la suite d'une dissolution parlementaire décidée par François Mitterrand. |

### IXèlégislature à aujourd'hui
| Législature | Député                        | Début du mandat | Fin du mandat | Parti politique | Observations                                                                           |
| ----------- | ----------------------------- | --------------- | ------------- | --------------- | -------------------------------------------------------------------------------------- |
| IXe         | Jacques Lavédrine (1925-2006) | 23 juin 1988    | 1er avril1993 | PS              |                                                                                        |
| Xe          | Pierre Pascallon (1941-)      | 2 avril 1993    | 21 avril1997  | RPR             | Mandat écourté à la suite d'une dissolution parlementaire décidée par Jacques Chirac.  |
| XIe         | Jean-Paul Bacquet (1949-)     | 12 juin 1997    | 18 juin 2002  | PS              |                                                                                        |
| XIIe        | Jean-Paul Bacquet (1949-)     | 19 juin 2002    | 19 juin 2007  | PS              |                                                                                        |
| XIIIe       | Jean-Paul Bacquet (1949-)     | 20 juin 2007    | 19 juin 2012  | PS              |                                                                                        |
| XIVe        | Jean-Paul Bacquet (1949-)     | 20 juin 2012    | 20 juin 2017  | PS              |                                                                                        |
| XVe         | Michel Fanget (1950-)         | 21 juin 2017    | 21 juin 2022  | MoDem           |                                                                                        |
| XVIe        | Delphine Lingemann (1972-)    | 22 juin 2022    | 9 juin 2024   | MoDem           | Mandat écourté à la suite d'une dissolution parlementaire décidée par Emmanuel Macron. |
| XVIIe       | Delphine Lingemann (1972-)    | 18 juillet 2024 | -             | MoDem           |                                                                                        |

## Historique des élections
Voici la liste des résultats des élections législatives dans la circonscription avant le découpage électoral de 1986 : 

### Élections de 1958
| Candidat       | Candidat          | Parti          | Premier tour | Premier tour | Second tour | Second tour |  |
| Candidat       | Candidat          | Parti          | Voix         | %            | Voix        | %           |  |
| -------------- | ----------------- | -------------- | ------------ | ------------ | ----------- | ----------- |  |
|                | Raymond Joyon élu | CNIP           | 15 602       | 36,02        | 23 900      | 51,17       |  |
|                | Fernand Sauzedde  | SFIO           | 14 779       | 34,12        | 18 493      | 39,59       |  |
|                | Jean Chaduc       | PCF            | 5 235        | 12,09        | 4 314       | 9,24        |  |
|                | Antonin Paulin    | diss. UFF      | 4 579        | 10,57        | Retrait     | Retrait     |  |
|                | Louis Duvert      | Radsoc         | 1 773        | 4,09         |             |             |  |
|                | Albert Barnérias  | UFF            | 1 344        | 3,10         |             |             |  |
|                |                   |                |              |              |             |             |  |
| Inscrits       | Inscrits          | Inscrits       | 66 779       | 100,00       | 66 773      | 100,00      |  |
| Abstentions    | Abstentions       | Abstentions    | 22 409       | 33,56        | 19 323      | 28,94       |  |
| Votants        | Votants           | Votants        | 44 370       | 66,44        | 47 450      | 71,06       |  |
| Blancs et nuls | Blancs et nuls    | Blancs et nuls | 1 058        | 2,38         | 743         | 1,57        |  |
| Exprimés       | Exprimés          | Exprimés       | 43 312       | 97,62        | 46 707      | 98,43       |  |

Le suppléant de Raymond Joyon était Théophile Bordet, cultivateur, conseiller général du canton de Viverols, maire de Sauvessanges.

### Élections de 1962
| Candidat       | Candidat              | Parti          | Premier tour | Premier tour | Second tour | Second tour |  |
| Candidat       | Candidat              | Parti          | Voix         | %            | Voix        | %           |  |
| -------------- | --------------------- | -------------- | ------------ | ------------ | ----------- | ----------- |  |
|                | Raymond Joyon sortant | CNIP           | 15 628       | 42,73        | 19 166      | 44,68       |  |
|                | Fernand Sauzedde élu  | SFIO           | 15 059       | 41,18        | 23 728      | 55,32       |  |
|                | Jean Chaduc           | PCF            | 5 883        | 16,09        | Retrait     | Retrait     |  |
|                |                       |                |              |              |             |             |  |
| Inscrits       | Inscrits              | Inscrits       | 67 953       | 100,00       | 64 949      | 100,00      |  |
| Abstentions    | Abstentions           | Abstentions    | 29 160       | 42,91        | 20 810      | 32,04       |  |
| Votants        | Votants               | Votants        | 38 793       | 57,09        | 44 139      | 67,96       |  |
| Blancs et nuls | Blancs et nuls        | Blancs et nuls | 2 223        | 5,73         | 1 245       | 2,82        |  |
| Exprimés       | Exprimés              | Exprimés       | 36 570       | 94,27        | 42 894      | 97,18       |  |

Le suppléant de Fernand Sauzedde était Louis Chautard, cultivateur, conseiller général du canton de Cunlhat, maire d'Auzelles.

### Élections de 1967
| Candidat       | Candidat                       | Parti          | Premier tour | Premier tour | Second tour | Second tour |  |
| Candidat       | Candidat                       | Parti          | Voix         | %            | Voix        | %           |  |
| -------------- | ------------------------------ | -------------- | ------------ | ------------ | ----------- | ----------- |  |
|                | Fernand Sauzedde sortant réélu | FGDS (SFIO)    | 16 868       | 38,24        | 26 760      | 56,94       |  |
|                | Jean Aulagnier                 | RI             | 13 474       | 30,54        | 20 235      | 43,06       |  |
|                | Jean Chaduc                    | PCF            | 8 113        | 18,39        | Retrait     | Retrait     |  |
|                | Yves Legou                     | CD (PDM)       | 5 660        | 12,83        |             |             |  |
|                |                                |                |              |              |             |             |  |
| Inscrits       | Inscrits                       | Inscrits       | 62 750       | 100,00       | 62 741      | 100,00      |  |
| Abstentions    | Abstentions                    | Abstentions    | 16 586       | 26,43        | 14 321      | 22,83       |  |
| Votants        | Votants                        | Votants        | 46 164       | 73,57        | 48 420      | 77,17       |  |
| Blancs et nuls | Blancs et nuls                 | Blancs et nuls | 2 049        | 4,44         | 1 425       | 2,94        |  |
| Exprimés       | Exprimés                       | Exprimés       | 44 115       | 95,56        | 46 995      | 97,06       |  |

Le suppléant de Fernand Sauzedde était Louis Chautard, cultivateur, conseiller général du canton de Cunlhat, maire d'Auzelles.

### Élections de 1968
| Candidat       | Candidat                       | Parti          | Premier tour | Premier tour | Second tour | Second tour |  |
| Candidat       | Candidat                       | Parti          | Voix         | %            | Voix        | %           |  |
| -------------- | ------------------------------ | -------------- | ------------ | ------------ | ----------- | ----------- |  |
|                | Fernand Sauzedde sortant réélu | FGDS (SFIO)    | 14 723       | 32,52        | 24 109      | 51,03       |  |
|                | Raymond Joyon                  | RI (URP)       | 11 567       | 25,55        | 23 134      | 48,97       |  |
|                | Marcel Berthon                 | UDR            | 7 199        | 15,90        | Retrait     | Retrait     |  |
|                | Jean Chaduc                    | PCF            | 6 568        | 14,51        | Retrait     | Retrait     |  |
|                | Jean Aulagnier                 | CD (PDM)       | 4 031        | 8,90         |             |             |  |
|                | Étienne Coudert                | PSU            | 1 183        | 2,61         |             |             |  |
|                |                                |                |              |              |             |             |  |
| Inscrits       | Inscrits                       | Inscrits       | 62 223       | 100,00       | 62 129      | 100,00      |  |
| Abstentions    | Abstentions                    | Abstentions    | 16 262       | 26,14        | 14 067      | 22,64       |  |
| Votants        | Votants                        | Votants        | 45 961       | 73,86        | 48 062      | 77,36       |  |
| Blancs et nuls | Blancs et nuls                 | Blancs et nuls | 690          | 1,5          | 819         | 1,7         |  |
| Exprimés       | Exprimés                       | Exprimés       | 45 271       | 98,5         | 47 243      | 98,3        |  |

Le suppléant de Fernand Sauzedde était Paul Bostvironnois, géomètre principal du cadastre, conseiller municipal de Saillant.

### Élections de 1973
| Candidat       | Candidat                       | Parti               | Premier tour | Premier tour | Second tour | Second tour |  |
| Candidat       | Candidat                       | Parti               | Voix         | %            | Voix        | %           |  |
| -------------- | ------------------------------ | ------------------- | ------------ | ------------ | ----------- | ----------- |  |
|                | Fernand Sauzedde sortant réélu | PS (UGSD)           | 16 054       | 34,82        | 28 435      | 59,35       |  |
|                | André Calamy                   | Divers droite (URP) | 14 084       | 30,54        | 19 479      | 40,65       |  |
|                | Jean Chaduc                    | PCF                 | 8 517        | 18,47        | Retrait     | Retrait     |  |
|                | Lucien Drouot                  | Rad (MR)            | 5 598        | 12,14        |             |             |  |
|                | Colette Dumas                  | LO                  | 1 858        | 4,03         |             |             |  |
|                |                                |                     |              |              |             |             |  |
| Inscrits       | Inscrits                       | Inscrits            | 61 988       | 100,00       | 61 978      | 100,00      |  |
| Abstentions    | Abstentions                    | Abstentions         | 14 603       | 23,56        | 12 481      | 20,14       |  |
| Votants        | Votants                        | Votants             | 47 385       | 76,44        | 49 497      | 79,86       |  |
| Blancs et nuls | Blancs et nuls                 | Blancs et nuls      | 1 274        | 2,69         | 1 583       | 3,2         |  |
| Exprimés       | Exprimés                       | Exprimés            | 46 111       | 97,31        | 47 914      | 96,8        |  |

Le suppléant de Fernand Sauzedde était Joannès Roiron, commerçant, conseiller général, maire d'Arlanc.

### Élections de 1978
| Candidat       | Candidat            | Parti             | Premier tour | Premier tour | Second tour | Second tour |  |
| Candidat       | Candidat            | Parti             | Voix         | %            | Voix        | %           |  |
| -------------- | ------------------- | ----------------- | ------------ | ------------ | ----------- | ----------- |  |
|                | René Barnérias élu  | UDF (PR)          | 24 404       | 44,86        | 28 827      | 50,86       |  |
|                | Maurice Adevah-Pœuf | PS                | 15 863       | 29,16        | 27 852      | 49,14       |  |
|                | André Chassaigne    | PCF               | 7 903        | 14,53        |             |             |  |
|                | Arlette Laguiller   | LO                | 4 577        | 8,41         |             |             |  |
|                | Hubert Constancias  | Divers écologiste | 1 654        | 3,04         |             |             |  |
|                |                     |                   |              |              |             |             |  |
| Inscrits       | Inscrits            | Inscrits          | 66 070       | 100,00       | 66 122      | 100,00      |  |
| Abstentions    | Abstentions         | Abstentions       | 10 725       | 16,23        | 8 593       | 13          |  |
| Votants        | Votants             | Votants           | 55 345       | 83,77        | 57 529      | 87          |  |
| Blancs et nuls | Blancs et nuls      | Blancs et nuls    | 944          | 1,71         | 850         | 1,48        |  |
| Exprimés       | Exprimés            | Exprimés          | 54 401       | 98,29        | 56 679      | 98,52       |  |

Le suppléant de René Barnérias était Georges Chometon, commerçant, maire de Saint-Bonnet-le-Chastel, conseiller général du canton de Saint-Germain-l'Herm.

### Élections de 1981
| Candidat       | Candidat                | Parti          | Premier tour | Premier tour | Second tour | Second tour |  |
| Candidat       | Candidat                | Parti          | Voix         | %            | Voix        | %           |  |
| -------------- | ----------------------- | -------------- | ------------ | ------------ | ----------- | ----------- |  |
|                | Maurice Adevah-Pœuf élu | PS             | 21 910       | 46,15        | 30 585      | 59,32       |  |
|                | Michel Debatisse        | UDF (PR)       | 19 073       | 40,17        | 20 971      | 40,68       |  |
|                | André Chassaigne        | PCF            | 5 613        | 11,82        |             |             |  |
|                | Gérard Aubry            | LO             | 879          | 1,85         |             |             |  |
|                |                         |                |              |              |             |             |  |
| Inscrits       | Inscrits                | Inscrits       | 66 332       | 100,00       | 66 316      | 100,00      |  |
| Abstentions    | Abstentions             | Abstentions    | 17 734       | 26,74        | 13 621      | 20,54       |  |
| Votants        | Votants                 | Votants        | 48 598       | 73,26        | 52 695      | 79,46       |  |
| Blancs et nuls | Blancs et nuls          | Blancs et nuls | 1 123        | 2,31         | 1 139       | 2,16        |  |
| Exprimés       | Exprimés                | Exprimés       | 47 475       | 97,69        | 51 556      | 97,84       |  |

Le suppléant de Maurice Adevah-Pœuf était Joannès Roiron.

### Élections de 1986
Les élections législatives françaises de 1986 ont eu lieu le dimanche 16 mars 1986.
Le scrutin était proportionnel majoritaire, donc, les résultats donnés seront les résultats des listes dans la circonscription, et pas au niveau départemental. En revanche, il n'y a pas eu de député de la circonscription.
Ces élections marquent un tournant dans l'histoire de la Cinquième République. En effet, pour la première et, à ce jour, unique fois sous ce régime, elles se déroulent intégralement au scrutin proportionnel départemental à un seul tour. Chaque département élit de 2 à 24 députés. Le Puy-de-Dôme en élit 6.
|                                                                                 |                                                    |                          |                |                                       |
|                                                                                 |                                                    | Tour unique 16 mars 1986 |                |                                       |
|                                                                                 |                                                    |                          |                |                                       |
|                                                                                 |                                                    | Nombre                   | Nombre         | % des inscrits                        |
| Inscrits                                                                        | Inscrits                                           | 66 672                   | 66 672         | 100,00                                |
| Abstentions                                                                     | Abstentions                                        | 12 379                   | 12 379         | 18,57                                 |
| Votants                                                                         | Votants                                            | 54 293                   | 54 293         | 81,43                                 |
|                                                                                 |                                                    |                          |                | % des votants                         |
| Bulletins blancs et nuls                                                        | Bulletins blancs et nuls                           | 2 889                    | 2 889          | 5,32                                  |
| Suffrages exprimés                                                              | Suffrages exprimés                                 | 51 404                   | 51 404         | 94,68                                 |
|                                                                                 |                                                    |                          |                |                                       |
| Candidat Étiquette politique (partis et alliances)                              | Candidat Étiquette politique (partis et alliances) | Voix                     | % des exprimés | Nombre de sièges (sur le département) |
|                                                                                 |                                                    |                          |                |                                       |
|                                                                                 | Liste RPR-UDF                                      | 23 829                   | 46,36          | 3                                     |
|                                                                                 | Liste PS                                           | 19 355                   | 37,65          | 3                                     |
|                                                                                 | Liste PCF                                          | 4 032                    | 7,84           |                                       |
|                                                                                 | Liste FRN                                          | 2 652                    | 5,16           |                                       |
|                                                                                 | Liste EXG                                          | 1 268                    | 2,47           |                                       |
|                                                                                 | Liste DVD                                          | 268                      | 0,52           |                                       |
| Source : https://www.data.gouv.fr/fr/datasets/elections-legislatives-1958-2012/ |                                                    |                          |                |                                       |

Voici la liste des résultats des élections législatives dans la circonscription depuis le découpage électoral de 1986 : 

### Élections de 1988
| Candidat       | Candidat                        | Parti          | Premier tour | Premier tour | Second tour | Second tour |  |
| Candidat       | Candidat                        | Parti          | Voix         | %            | Voix        | %           |  |
| -------------- | ------------------------------- | -------------- | ------------ | ------------ | ----------- | ----------- |  |
|                | Jacques Lavédrine sortant réélu | PS             | 21 476       | 47,87        | 27 550      | 56,63       |  |
|                | Pierre Pascallon sortant        | RPR (URC)      | 16 840       | 37,53        | 21 103      | 43,37       |  |
|                | Alain Cuerq                     | PCF            | 4 175        | 9,31         |             |             |  |
|                | Jean-Albert Instaby             | FN             | 2 375        | 5,29         |             |             |  |
|                |                                 |                |              |              |             |             |  |
| Inscrits       | Inscrits                        | Inscrits       | 67 719       | 100,00       | 67 667      | 100,00      |  |
| Abstentions    | Abstentions                     | Abstentions    | 21 925       | 32,38        | 17 796      | 26,3        |  |
| Votants        | Votants                         | Votants        | 45 794       | 67,62        | 49 871      | 73,7        |  |
| Blancs et nuls | Blancs et nuls                  | Blancs et nuls | 928          | 2,03         | 1 218       | 2,44        |  |
| Exprimés       | Exprimés                        | Exprimés       | 44 866       | 97,97        | 48 653      | 97,56       |  |

Le suppléant de Jacques Lavédrine était Jean-Pierre Decombas, maire des Martres-de-Veyre.

### Élections de 1993
| Candidat       | Candidat                  | Parti          | Premier tour | Premier tour | Second tour | Second tour |  |
| Candidat       | Candidat                  | Parti          | Voix         | %            | Voix        | %           |  |
| -------------- | ------------------------- | -------------- | ------------ | ------------ | ----------- | ----------- |  |
|                | Pierre Pascallon élu      | RPR (UPF)      | 18 518       | 40,52        | 24 423      | 53,28       |  |
|                | Jean-Paul Bacquet         | PS (ADFP)      | 8 153        | 17,84        | 21 418      | 46,72       |  |
|                | Jacques Lavédrine sortant | diss. PS       | 5 118        | 11,2         |             |             |  |
|                | Alain Cuerq               | PCF            | 4 034        | 8,83         |             |             |  |
|                | Hervé Mantelet            | Les Verts (EÉ) | 3 315        | 7,25         |             |             |  |
|                | Robert Wilwertz           | FN             | 3 223        | 7,06         |             |             |  |
|                | Pierre Parmantier         | LT-LNÉ         | 1 695        | 3,71         |             |             |  |
|                | Patrick Kindt             | Divers         | 1 344        | 2,94         |             |             |  |
|                | Philippe Bonnet           | LCR            | 297          | 0,65         |             |             |  |
|                | Rémi Aufrère              | MRG            | 1            | 0            |             |             |  |
|                |                           |                |              |              |             |             |  |
| Inscrits       | Inscrits                  | Inscrits       | 69 556       | 100,00       | 69 644      | 100,00      |  |
| Abstentions    | Abstentions               | Abstentions    | 20 524       | 29,51        | 19 841      | 28,49       |  |
| Votants        | Votants                   | Votants        | 49 032       | 70,49        | 49 803      | 71,51       |  |
| Blancs et nuls | Blancs et nuls            | Blancs et nuls | 3 334        | 6,8          | 3 962       | 7,96        |  |
| Exprimés       | Exprimés                  | Exprimés       | 45 698       | 93,2         | 45 841      | 92,04       |  |

Le suppléant de Pierre Pascallon était Pierre Chabrillat, UDF, conseiller général, maire de Veyre-Monton.

### Élections de 1997
| Candidat       | Candidat                 | Parti          | Premier tour | Premier tour | Second tour | Second tour |  |
| Candidat       | Candidat                 | Parti          | Voix         | %            | Voix        | %           |  |
| -------------- | ------------------------ | -------------- | ------------ | ------------ | ----------- | ----------- |  |
|                | Jean-Paul Bacquet élu    | PS             | 16 892       | 36,61        | 28 431      | 62,02       |  |
|                | Pierre Pascallon sortant | RPR            | 14 639       | 31,73        | 21 514      | 37,98       |  |
|                | Frédéric Souchal         | PCF            | 4 251        | 9,21         |             |             |  |
|                | Thierry Maillard         | FN             | 3 654        | 7,92         |             |             |  |
|                | Hervé Mantelet           | Les Verts      | 1 710        | 3,71         |             |             |  |
|                | Annick Mignon            | LDI (MPF)      | 1 163        | 2,52         |             |             |  |
|                | Raymond Puertas          | GÉ             | 927          | 2,01         |             |             |  |
|                | Patrick Goyeau           | LCR            | 858          | 1,86         |             |             |  |
|                | Jean-Pierre Upellini     | Divers         | 760          | 1,65         |             |             |  |
|                | Jean-Pierre Chaise       | US4J           | 649          | 1,41         |             |             |  |
|                | Alain Sirol              | MÉI            | 639          | 1,38         |             |             |  |
|                |                          |                |              |              |             |             |  |
| Inscrits       | Inscrits                 | Inscrits       | 69 567       | 100,00       | 69 654      | 100,00      |  |
| Abstentions    | Abstentions              | Abstentions    | 20 366       | 29,28        | 16 747      | 24,04       |  |
| Votants        | Votants                  | Votants        | 49 201       | 70,72        | 52 907      | 75,96       |  |
| Blancs et nuls | Blancs et nuls           | Blancs et nuls | 3 059        | 6,22         | 2 962       | 5,6         |  |
| Exprimés       | Exprimés                 | Exprimés       | 46 142       | 93,78        | 49 945      | 94,4        |  |

Le suppléant de Jean-Paul Bacquet était Bernard Veissière, conseiller général du canton d'Ardes, conseiller municipal d'Issoire, assureur.

### Élections de 2002
| Candidat       | Candidat                        | Parti            | Premier tour | Premier tour | Second tour | Second tour |  |
| Candidat       | Candidat                        | Parti            | Voix         | %            | Voix        | %           |  |
| -------------- | ------------------------------- | ---------------- | ------------ | ------------ | ----------- | ----------- |  |
|                | Jean-Paul Bacquet sortant réélu | PS               | 21 124       | 42,82        | 26 285      | 56,08       |  |
|                | Pierre Pascallon                | UMP              | 18 782       | 38,25        | 20 583      | 43,93       |  |
|                | Marie-Germaine Wilwertz         | FN               | 3 094        | 6,27         |             |             |  |
|                | Jean-Paul Russier               | Les Verts        | 1 404        | 2,85         |             |             |  |
|                | Laura Artusi                    | PCF              | 1 383        | 2,8          |             |             |  |
|                | Patrick Goyeau                  | LCR              | 1 166        | 2,36         |             |             |  |
|                | Bernard Bouzon                  | CPNT             | 680          | 1,38         |             |             |  |
|                | Rémi Aufrere                    | Pôle républicain | 636          | 1,28         |             |             |  |
|                | Marie Savre                     | LO               | 622          | 1,26         |             |             |  |
|                | Christophe Picard               | MNR              | 442          | 0,9          |             |             |  |
|                | Nicolas Bagel                   | Divers droite    | 0            | 0            |             |             |  |
|                |                                 |                  |              |              |             |             |  |
| Inscrits       | Inscrits                        | Inscrits         | 73 661       | 100,00       | 73 660      | 100,00      |  |
| Abstentions    | Abstentions                     | Abstentions      | 23 195       | 31,49        | 25 079      | 34,05       |  |
| Votants        | Votants                         | Votants          | 50 466       | 68,51        | 48 581      | 65,95       |  |
| Blancs et nuls | Blancs et nuls                  | Blancs et nuls   | 1 133        | 2,25         | 1 713       | 3,53        |  |
| Exprimés       | Exprimés                        | Exprimés         | 49 333       | 97,75        | 46 868      | 96,47       |  |

La suppléante de Jean-Paul Bacquet était Michelle Fauvergue, maire d'Auzat-la-Combelle, retraitée.

### Élections de 2007
| Candidat       | Candidat                        | Parti          | Premier tour | Premier tour | Second tour | Second tour |  |
| Candidat       | Candidat                        | Parti          | Voix         | %            | Voix        | %           |  |
| -------------- | ------------------------------- | -------------- | ------------ | ------------ | ----------- | ----------- |  |
|                | Jean-Paul Bacquet sortant réélu | PS             | 22 330       | 45,78        | 29 965      | 61,44       |  |
|                | Christophe Serre                | UMP            | 15 418       | 31,61        | 18 806      | 38,65       |  |
|                | Philippe Gatignol               | UDF–MoDem      | 3 554        | 7,29         |             |             |  |
|                | Hélène Pelletier                | Les Verts      | 1 293        | 2,65         |             |             |  |
|                | Patrick Goyeau                  | LCR            | 1 280        | 2,62         |             |             |  |
|                | Jérôme Wasser                   | FN             | 1 184        | 1,74         |             |             |  |
|                | Jacques Folliguet               | PCF            | 849          | 1,74         |             |             |  |
|                | Michel Dufresne                 | MPF            | 527          | 1,08         |             |             |  |
|                | Michel Dufresne                 | CPNT           | 477          | 0,98         |             |             |  |
|                | Nathalie Courageot              | COM            | 431          | 0,88         |             |             |  |
|                | Emmanuel Rousselet              | MÉI            | 424          | 0,87         |             |             |  |
|                | Patrick Kindt                   | Divers         | 405          | 0,83         |             |             |  |
|                | Josiane Mainville               | LO             | 329          | 0,67         |             |             |  |
|                | Marie-Thérèse Poinas            | Divers         | 276          | 0,57         |             |             |  |
|                |                                 |                |              |              |             |             |  |
| Inscrits       | Inscrits                        | Inscrits       | 77 677       | 100,00       | 77 677      | 100,00      |  |
| Abstentions    | Abstentions                     | Abstentions    | 28 047       | 36,11        | 27 576      | 35,5        |  |
| Votants        | Votants                         | Votants        | 49 630       | 63,89        | 50 101      | 64,5        |  |
| Blancs et nuls | Blancs et nuls                  | Blancs et nuls | 853          | 1,72         | 1 330       | 2,65        |  |
| Exprimés       | Exprimés                        | Exprimés       | 48 777       | 98,28        | 48 771      | 97,35       |  |

### Élections de 2012
|                | Jean-Paul Bacquet sortant réélu | PS             | 28 372 | 50,91  |  |  |  |
|                | Bertrand Barraud                | UMP            | 11 851 | 21,27  |  |  |  |
|                | Dominique Morel                 | RBM (FN)       | 5 799  | 10,41  |  |  |  |
|                | Eléonor Perise                  | FG (PCF)       | 4 329  | 7,77   |  |  |  |
|                | Hélène Fourvel-Pelletier        | EÉLV           | 1 805  | 3,24   |  |  |  |
|                | Valérie Coudun                  | CpF (MoDem)    | 1 364  | 2,45   |  |  |  |
|                | Cécile Besnard                  | NC             | 490    | 0,88   |  |  |  |
|                | Alexandre Seytre                | LT-LNÉ         | 452    | 0,81   |  |  |  |
|                | Patrick Goyeau                  | NPA            | 427    | 0,77   |  |  |  |
|                | Pierre Fortier                  | AÉI            | 298    | 0,53   |  |  |  |
|                | Nathalie Courageot              | COM            | 290    | 0,52   |  |  |  |
|                | Alexandrine Salazar             | LO             | 251    | 0,45   |  |  |  |
|                |                                 |                |        |        |  |  |  |
| Inscrits       | Inscrits                        | Inscrits       | 95 541 | 100,00 |  |  |  |
| Abstentions    | Abstentions                     | Abstentions    | 38 978 | 40,8   |  |  |  |
| Votants        | Votants                         | Votants        | 56 563 | 59,2   |  |  |  |
| Blancs et nuls | Blancs et nuls                  | Blancs et nuls | 835    | 1,48   |  |  |  |
| Exprimés       | Exprimés                        | Exprimés       | 55 728 | 98,52  |  |  |  |

### Élections de 2017
|                                                                              |                                                              |                           |                           |                          |                          |
|                                                                              |                                                              | Premier tour 11 juin 2017 | Premier tour 11 juin 2017 | Second tour 18 juin 2017 | Second tour 18 juin 2017 |
|                                                                              |                                                              |                           |                           |                          |                          |
|                                                                              |                                                              | Nombre                    | % des inscrits            | Nombre                   | % des inscrits           |
| Inscrits                                                                     | Inscrits                                                     | 98 654                    | 100,00                    | 98 645                   | 100,00                   |
| Abstentions                                                                  | Abstentions                                                  | 47 485                    | 48,13                     | 56 708                   | 57,49                    |
| Votants                                                                      | Votants                                                      | 51 169                    | 51,87                     | 41 937                   | 42,51                    |
|                                                                              |                                                              |                           | % des votants             |                          | % des votants            |
| Bulletins blancs                                                             | Bulletins blancs                                             | 762                       | 1,49                      | 4 879                    | 11,63                    |
| Bulletins nuls                                                               | Bulletins nuls                                               | 374                       | 0,73                      | 2 310                    | 5,51                     |
| Suffrages exprimés                                                           | Suffrages exprimés                                           | 50 033                    | 97,78                     | 34 748                   | 82,86                    |
|                                                                              |                                                              |                           |                           |                          |                          |
| Candidat Étiquette politique (partis et alliances)                           | Candidat Étiquette politique (partis et alliances)           | Voix                      | % des exprimés            | Voix                     | % des exprimés           |
|                                                                              |                                                              |                           |                           |                          |                          |
|                                                                              | Michel Fanget Mouvement démocrate (La République en marche)  | 16 472                    | 32,92                     | 19 265                   | 55,44                    |
|                                                                              | Bertrand Barraud Les Républicains                            | 7 363                     | 14,72                     | 15 483                   | 44,56                    |
|                                                                              | Catherine Mollet La France insoumise                         | 7 240                     | 14,47                     |                          |                          |
|                                                                              | Sylvie Maisonnet Parti socialiste                            | 4 828                     | 9,65                      |                          |                          |
|                                                                              | Sylwia Powarunas Front national                              | 4 293                     | 8,58                      |                          |                          |
|                                                                              | Hervé Prononce Union des démocrates et indépendants          | 3 352                     | 6,70                      |                          |                          |
|                                                                              | Catherine Fromage Parti communiste français                  | 2 330                     | 4,66                      |                          |                          |
|                                                                              | Jean-Baptiste Pegeon Europe Écologie Les Verts               | 2 155                     | 4,31                      |                          |                          |
|                                                                              | Maximilien Martins Debout la France                          | 628                       | 1,26                      |                          |                          |
|                                                                              | Nicole Lozano Divers gauche (Nouvelle Donne)                 | 477                       | 0,95                      |                          |                          |
|                                                                              | François Marotte Lutte ouvrière                              | 314                       | 0,63                      |                          |                          |
|                                                                              | Roland Domas Divers droite (Résistons)                       | 311                       | 0,62                      |                          |                          |
|                                                                              | Mathias Masclet Divers (Union populaire républicaine)        | 265                       | 0,53                      |                          |                          |
|                                                                              | Dominique Morel Extrême droite (Parti nationaliste français) | 5                         | 0,01                      |                          |                          |
| Source : Ministère de l'Intérieur - Quatrième circonscription du Puy-de-Dôme |                                                              |                           |                           |                          |                          |

### Élections de 2022
|                                                    |                                                                                  |                           |                           |                          |                          |
|                                                    |                                                                                  | Premier tour 12 juin 2022 | Premier tour 12 juin 2022 | Second tour 19 juin 2022 | Second tour 19 juin 2022 |
|                                                    |                                                                                  |                           |                           |                          |                          |
|                                                    |                                                                                  | Nombre                    | % des inscrits            | Nombre                   | % des inscrits           |
| Inscrits                                           | Inscrits                                                                         | 101 379                   | 100                       | 101 361                  | 100                      |
| Abstentions                                        | Abstentions                                                                      | 49 469                    | 48,80                     | 51 716                   | 51,02                    |
| Votants                                            | Votants                                                                          | 51 910                    | 51.20                     | 49 645                   | 48.98                    |
|                                                    |                                                                                  |                           | % des votants             |                          | % des votants            |
| Bulletins blancs                                   | Bulletins blancs                                                                 | 1 018                     | 1,96                      | 3 112                    | 6,27                     |
| Bulletins nuls                                     | Bulletins nuls                                                                   | 386                       | 0,74                      | 1 289                    | 2,60                     |
| Suffrages exprimés                                 | Suffrages exprimés                                                               | 50 506                    | 97,30                     | 45 244                   | 91,14                    |
|                                                    |                                                                                  |                           |                           |                          |                          |
| Candidat Étiquette politique (partis et alliances) | Candidat Étiquette politique (partis et alliances)                               | Voix                      | % des exprimés            | Voix                     | % des exprimés           |
|                                                    |                                                                                  |                           |                           |                          |                          |
|                                                    | Valérie Goléo Nouvelle Union populaire écologique et sociale La France insoumise | 15 519                    | 30,73                     | 22 564                   | 49,87                    |
|                                                    | Delphine Lingemann MoDem                                                         | 12 870                    | 25,48                     | 22 680                   | 50,13                    |
|                                                    | Didier Brulé Rassemblement national                                              | 8 379                     | 16,59                     |                          |                          |
|                                                    | Florence Dubessy Les Républicains                                                | 8 159                     | 16,15                     |                          |                          |
|                                                    | Laurent Pradier Divers centre                                                    | 2 217                     | 4,39                      |                          |                          |
|                                                    | Pascale Sanchez Reconquête                                                       | 1 296                     | 2,57                      |                          |                          |
|                                                    | Isabelle Chavroche Parti animaliste                                              | 767                       | 1,52                      |                          |                          |
|                                                    | François Marotte Lutte ouvrière                                                  | 749                       | 1,48                      |                          |                          |
|                                                    | Béatrice Hénoux Union pour la France                                             | 550                       | 1,09                      |                          |                          |

### Élections de 2024
Députée sortante : Delphine Lingemann (Mouvement démocrate).
| Candidat                 | Candidat                           | Parti et coalition       | Nuance                   | Premier tour | Premier tour | Second tour | Second tour |
| Candidat                 | Candidat                           | Parti et coalition       | Nuance                   | Voix         | %            | Voix        | %           |
| ------------------------ | ---------------------------------- | ------------------------ | ------------------------ | ------------ | ------------ | ----------- | ----------- |
|                          | Benjamin Chalus                    | RN                       | RN                       | 22 289       | 31,63        | 25 658      | 37,71       |
|                          | Delphine Lingemann sortante réélue | MoDem (ENS)              | ENS                      | 19 299       | 27,38        | 42 379      | 62,29       |
|                          | Valérie Goléo                      | LFI (NFP)                | UG                       | 18 769       | 26,63        | Retrait     | Retrait     |
|                          | Florence Dubessy                   | LR                       | LR                       | 8 419        | 11,95        |             |             |
|                          | François Marotte                   | LO                       | EXG                      | 1 137        | 1,61         |             |             |
|                          | Pascale Sanchez                    | REC                      | REC                      | 566          | 0,80         |             |             |
|                          |                                    |                          |                          |              |              |             |             |
| Suffrages exprimés       | Suffrages exprimés                 | Suffrages exprimés       | Suffrages exprimés       | 70 483       | 96,81        | 68 037      | 93,81       |
| Votes blancs             | Votes blancs                       | Votes blancs             | Votes blancs             | 1 544        | 2,12         | 3 224       | 4,45        |
| Votes nuls               | Votes nuls                         | Votes nuls               | Votes nuls               | 775          | 1,06         | 1,75        | 1267        |
| Total                    | Total                              | Total                    | Total                    | 72 802       | 100          | 72 825      | 100         |
| Abstention               | Abstention                         | Abstention               | Abstention               | 29 179       | 28,61        | 29 452      | 28,88       |
| Inscrits / participation | Inscrits / participation           | Inscrits / participation | Inscrits / participation | 101 981      | 71,38        | 101 980     | 71,41       |

#### Département du Puy-de-Dôme
- La fiche de l'INSEE de cette circonscription : « Tableaux et Analyses de la quatrième circonscription du Puy-de-Dôme », sur insee.fr, site de l'Institut national de la statistique et des études économiques (consulté le 10 juin 2007) [PDF]

- « Tous les députés du département du Puy-de-Dôme depuis 1789 », sur assemblee-nationale.fr, site de l'Assemblée nationale française (consulté le 10 juin 2007)

#### Circonscriptions en France
- « Carte des circonscriptions législatives en France », sur assemblee-nationale.fr, site de l'Assemblée nationale française (consulté le 20 juin 2007)

- « Résultats électoraux officiels en France »(Archive.org • Wikiwix • Archive.is • Google • Que faire ?), sur interieur.gouv.fr, site du ministère de l'Intérieur (France) (consulté le 13 juin 2007)

- Description et Atlas des circonscriptions électorales de France sur http://www.atlaspol.com, Atlaspol, site de cartographie géopolitique, consulté le 13 juin 2007.